# Маково (Вармінсько-Мазурське воєводство)
Маково (пол. Makowo, нім. Melchertswalde) — село в Польщі, у гміні Ілава Ілавського повіту Вармінсько-Мазурського воєводства.
Населення — 119 осіб (2011).
У 1975-1998 роках село належало до Ольштинського воєводства.

## Демографія
Демографічна структура станом на 31 березня 2011 року:
|          | Загалом | Допрацездатний вік | Працездатний вік | Постпрацездатний вік |
| -------- | ------- | ------------------ | ---------------- | -------------------- |
| Чоловіки | 65      | 22                 | 38               | 5                    |
| Жінки    | 54      | 14                 | 34               | 6                    |
| Разом    | 119     | 36                 | 72               | 11                   |